# Vótkinsk
Vótkinsk (em russo:  Во́ткинск; em udmurte:  Вотка, Votka) é uma cidade industrial na República de Udmúrtia, na Rússia.  

## História
Vótkinsk foi criada em abril 1759, inicialmente como um centro para empresas metalúrgicas, e esse foco econômico na indústria relacionada ao metal continua presente na cidade. Em 1935 a localidade recebeu oficialmente o estatuto de cidade. A cidade de Votkinsk era um dos centros de residência dos judeus udmurtes, que falavam ídiche udmurte.

## Estatuto administrativo e municipal
No âmbito das divisões administrativas russas, Vótkinsk serve como centro administrativo do Distrito de Vótkinsk, embora não seja uma parte dele. Enquanto divisão administrativa, ela tem o estatuto de cidade de importância para a república, uma unidade administrativa com estatuto semelhante ao dos distritos russos. Enquanto divisão municipal, a cidade de Votkinsk é oficialmente o Okrug Urbano de Votkinsk.

## Economia
O Instituto de Tecnologia Térmica de Moscou opera uma fábrica de máquinas na cidade, chamada Fábrica de Construção de Máquinas de Votkinsk, que produz alguns dos mísseis balísticos de longo alcance da Rússia. Sob o Tratado de Forças Nucleares de Alcance Intermediário (INF) ratificado pelos Estados Unidos e a União Soviética, a instalação de produção de mísseis em Votkinsk foi selecionada para monitoramento a longo prazo pelos inspetores dos EUA. O local correspondente para a URSS, nos EUA, é a instalação de produção de mísseis Hercules em Salt Lake City. 
A cidade dá o seu nome à vizinha Represa Votkinsk, preenchida na década de 1960 após a construção de uma barragem para a Estação Hidrelétrica de Votkinsk. 

## Esportes
O time de bandy Znamia-Udmúrtiia  jogou na divisão mais alta da Rússia, e posteriormente na segunda maior, a Suprema Liga Russa de Bandy. 

## Personalidades locais
A cidade é o local de nascimento de Piotr Ilitch Tchaikovski, um compositor russo que passou os primeiros oito anos de sua vida aqui. Hoje, a casa de seu nascimento abriga o Museu Tchaikovski. 
Também o saltador Rudolf Povarnitsin nasceu em Votkinsk. Sua maior conquista foi uma medalha de bronze nas  Olimpíadas de 1988. Seu melhor salto pessoal, de 2,40 metros, estabelecido em Donetsk, também foi recorde mundial, em 11 de agosto de 1985.

## Relações Internacionais
Votkinsk tem uma cidade irmã, designada no escopo da Sister Cities International: 
- West Jordan, Utah, Estados Unidos